# شاهین نقره‌ای
شاهین نقره‌ای (به انگلیسی: Silver Hawk) یک فیلم سینمایی هنگ کنگی در ژانر اکشن و فیلم علمی تخیلی محصول سال ۲۰۰۴ به کارگردانی جینگل ما و با بازی میشل یئو، ریچی جن، لوک گاس، براندون چانگ، آدریان لسترا و مایکل جای وایت است.
میشل یئو شخصیت اصلی شخصیت را بازی می‌کند، یک قهرمان سبک کمیک نقاب دار که سوار بر موتورسیکلت می‌شود. پانداهای ربوده شده را نجات می‌دهد و از حرکات رزمی خود بر روی افراد بد استفاده می‌کند. مضمون قهرمانان نقاب دار به هوانگ یینگ، کتاب شانگهای در سال ۱۹۴۸ توسط شیائو پینگ برمی گردد.

## خلاصه داستان فیلم
«لولو وانگ» یک زندگی دوگانه دارد، از یک طرف فردی ثروتمند در اجتماع است و از طرفی دیگر یک ابرقهرمان نقاب دار. او با مردی آشنا می‌شود که تصمیم دارد شخصیت دوم «لولو»، یعنی همان ابرقهرمان نقاب دار را دستگیر کند و …

## بازیگران
- میشل یئو در نقش لولو وون / شاهین نقرای
- ریچی جن به عنوان مرد ثروتمند
- لوک گاس در نقش آقای وولف
- براندون چانگ به عنوان کیت
- لی بینگ‌بینگ به عنوان جین
- مایکل جای وایت به عنوان موریس